# Spořice
Spořice település Csehországban, Chomutovi járásban. Spořice Chomutov, Málkov, Droužkovice, Březno, Černovice és Kadaň településekkel határos. Lakosainak száma 1558 fő (2024. január 1.).

## Népesség
A település lakosságának változását az alábbi diagram mutatja:
| Lakosok száma | 1239 | 2230 | 3294 | 2193 | 1103 | 1271 | 1502 | 1522 | 1433 | 1558 |
|               | 1869 | 1900 | 1921 | 1961 | 1980 | 2011 | 2016 | 2019 | 2021 | 2024 |